# 雅库特苏维埃社会主义自治共和国
雅库特苏维埃社会主义自治共和国（羅馬化：Saqa Avtonomnay Sovetskay Sotsialisticheskay Respublikata，缩写作 [Саха АССР] 错误：{{Lang}}：无效参数：|3=（帮助），羅馬化：Yakútskaya Avtonómnaya Sovétskaya Sotsialistícheskaya Respúblika，缩写作 [Яку́тская АССР] 错误：{{Lang}}：无效参数：|3=（帮助））是苏联俄罗斯苏维埃联邦社会主义共和国的自治共和国之一。

## 历史
设置于1922年4月27日，1991年被萨哈共和国替代。